# Герб комуни Гебю
Герб комуни Гебю (швед. Heby kommunvapen) — символ шведської адміністративно-територіальної одиниці місцевого самоврядування комуни Гебю.

## Історія
Герб комуни Гебю був зареєстрований 1980 року. 

## Опис (блазон)
Щит розтятий і перетятий; 1-е й 4-е поля — червоні муровані зі срібними швами; у 2-у срібному полі — червоні обценьки; у 3-у срібному — два червоні серпи, накладені лезами один на іншого. 

## Зміст
У герб включено елементи з гербів ландскомун Нура і Естервола, які увійшли 1971 року до складу комуни Гебю. Два переплетені серпи були в гербі Нури, а обценьки — в Естерволи. Цегляна кладка вказує на виробництво будівельних матеріалів.